# Автошлях Т 1034
Автошля́х Т 1034 — автомобільний шлях територіального значення в Київській та Чернігівській областях. Проходить територією Козелецького та Броварського районів через Крехаїв—Літки—до перетину з E95. Загальна довжина — 28,1 км.

## Маршрут
Автошлях проходить через такі населені пункти:
| Автошлях Т 1034      |        |
| Чернігівська область |        |
| Козелецький район    |        |
| Крехаїв              |        |
| Київська область     |        |
| Броварський район    |        |
| Літочки              |        |
| Соболівка            |        |
| Літки                |        |
| Рожни                |        |
|                      | E95М01 |